# The June Frost
The June Frost è il terzo album in studio del gruppo musicale funeral doom Mournful Congregation, pubblicato il 20 gennaio 2009 dalla Weird Truth Productions.

## Tracce
1. Solemn Strikes the Funeral Chime – 3:52
2. White Cold Wrath Burnt Frozen Blood – 17:02
3. Descent of the Flames – 9:01
4. The June Frost – 4:24
5. A Slow March to the Burial – 6:49
6. The Februar Winds – 2:53
7. Suicide Choir – 12:59
8. The Wreath – 3:16

## Formazione
- Damon Good - voce, chitarra, basso, tastiera
- Justin Hartwig - chitarra
- Adrian Bickle - batteria